# Liste der Monuments historiques in Quéménéven
Die Liste der Monuments historiques in Quéménéven führt die Monuments historiques in der französischen Gemeinde Quéménéven auf.

## Liste der Bauwerke
| Bezeichnung | Beschreibung | Standort | Kennzeichnung | Schutzstatus | Datum | Bild           |
| --- | ------------ | -------- | ------------- | ------------ | ----- | -------------- |
| Kapelle Notre-Dame in Kergoat mit folgenden Fenstern: Heiligenfenster, Jüngstes Gericht, Josefsfenster, Leben Jesu und Jüngstes Gericht mit Stifter |              | (Lage)   | PA00090319    | Inscrit      | 1926  | weitere Bilder |
| Kirche St-Ouen |              | (Lage)   | PA00090320    | Inscrit      | 1969  | weitere Bilder |

## Liste der Objekte
- Monuments historiques (Objekte) in Quéménéven in der Base Palissy des französischen Kultusministerium